# کورتنی ویتمور
کورتنی الیزابت ویتمور که تحت نام استارگرل (به انگلیسی: Stargirl) شناخته می‌شود، یک شخصیت خیالی ابرقهرمان در کتاب‌های کامیک آمریکایی منتشر شده توسط دی‌سی کامیکس است. این شخصیت توسط نویسنده جف جانز و طراح لی مودر خلق شده‌است که برای نخستین بار در شمارهٔ ۰ از مجموعه استارز و استرایپ (ژوئیه ۱۹۹۹) حضور پیدا کرد. نام و صفات شخصیتی این شخصیت بر پایه خواهر جف جانز، کورتنی الگوبرداری شده‌است، که در سانحه انفجار پرواز تی‌دبلیوای ۸۰۰ در سال ۱۹۹۶ درگذشت.
استارگرل در مجموعه‌های تلویزیونی لایو اکشن اسمالویل با نقش‌آفرینی بریت اروین، افسانه‌های فردا با نقش‌آفرینی سارا گری، و همچنین سریال مختص به خودش با هنرنمایی برک بسینجر حضور دارد. بسینجر همچنین این نقش را در فصل چهارم از سریال اچ‌بی‌او مکس تحت عنوان تایتان‌ها تکرار کرد.